# Кенкоку-Мару (954)
Кенкоку-Мару (954) — транспортне судно, яке під час Другої світової війни взяло участь у операціях японських збройних сил в архіпелазі Бісмарка.
Судно спорудили в 1942 році на верфі Nakata Zosen для компанії Sanko Kisen.
2 січня 1943-го «Кенкоку-Мару» перебувало в морі Бісмарка біля північного узбережжя острова Нова Британія та прямувало до Нової Гвінеї. Тут судно виявили й потопили літаки B-24 американської армійської авіації.